# Frits Thors
Alexander Frederik Paul (Frits) Thors (Amsterdam, 13 september 1909 – Laren (NH), 19 april 2014) was een Nederlands nieuwslezer.

## Loopbaan
Frits Thors was vooral bekend als nieuwslezer bij het NTS-Journaal van 1965 tot 1972. Was hij in eerste instantie de stem op de achtergrond, later werd hij de karakteristieke verschijning met zijn sneeuwwitte haar en donkere bril. Voor zijn duidelijke uitspraak kreeg hij in 1969 een prijs uitgereikt.
Daarvoor had hij al een lange carrière achter de rug als radio-omroeper bij de AVRO. Hij maakte zijn microfoondebuut in 1928. Tijdens de Tweede Wereldoorlog was hij een van de weinige omroepmedewerkers die niet wilden werken voor de gelijkgeschakelde Nederlandsche Omroep. Hij werd toen handelaar in papiertouw. Na de bevrijding werkte hij voor Radio Herrijzend Nederland, de Nederlandse Sectie van de BBC, CBC in Canada en Radio Nederland Wereldomroep. Na zijn tijd als nieuwslezer werkte hij tot zijn afscheid in 1979 voor AVRO's Radiojournaal.
Zijn 100e verjaardag op 13 september 2009 was voor het NOS Journaal aanleiding hem thuis in Hilversum te bezoeken. Het feit was een item in de uitzending van 20.00 uur. NOS-verslaggever Peer Ulijn bezocht Thors thuis en hij bleek buitengewoon helder van geest. In 2012 was de inmiddels 103-jarige Thors een van de twaalf geïnterviewde oud-nieuwslezers in het boek De iconen van het NOS achtuurjournaal van Babs Assink. Hij was aanwezig bij de boekpresentatie. In april 2013 sprak hij in een interview over zijn band met de Oranjes, in het bijzonder met koningin Beatrix.
Thors woonde de laatste jaren van zijn leven in het Rosa Spier Huis in Laren. Hij was de oudste man van Noord-Holland ten tijde van zijn overlijden.

## Galerij

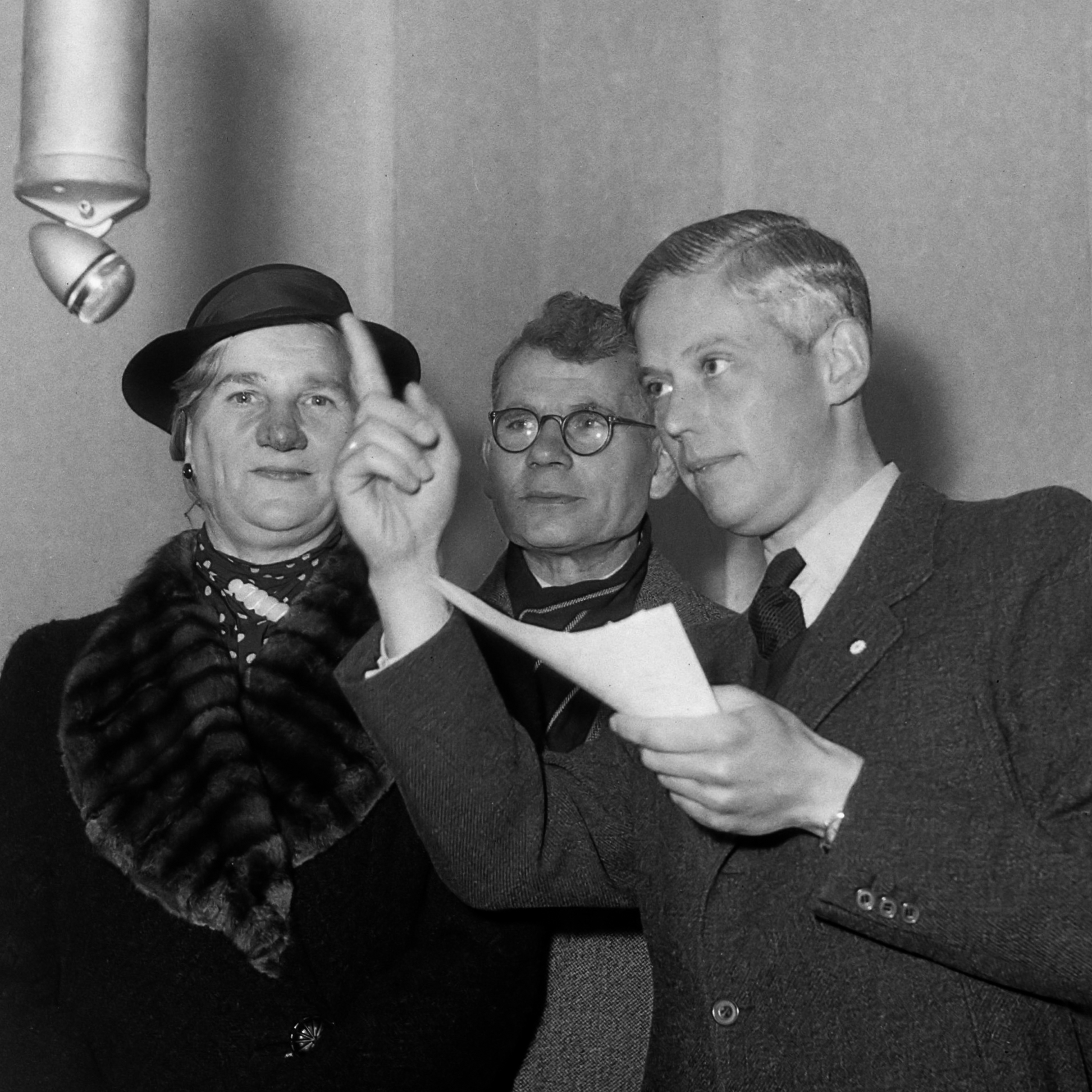
Thors voor Radio Herrijzend Nederland (1945)
- Thors introduceert enkele Engelse en Nederlandse radiomedewerkers (1946)
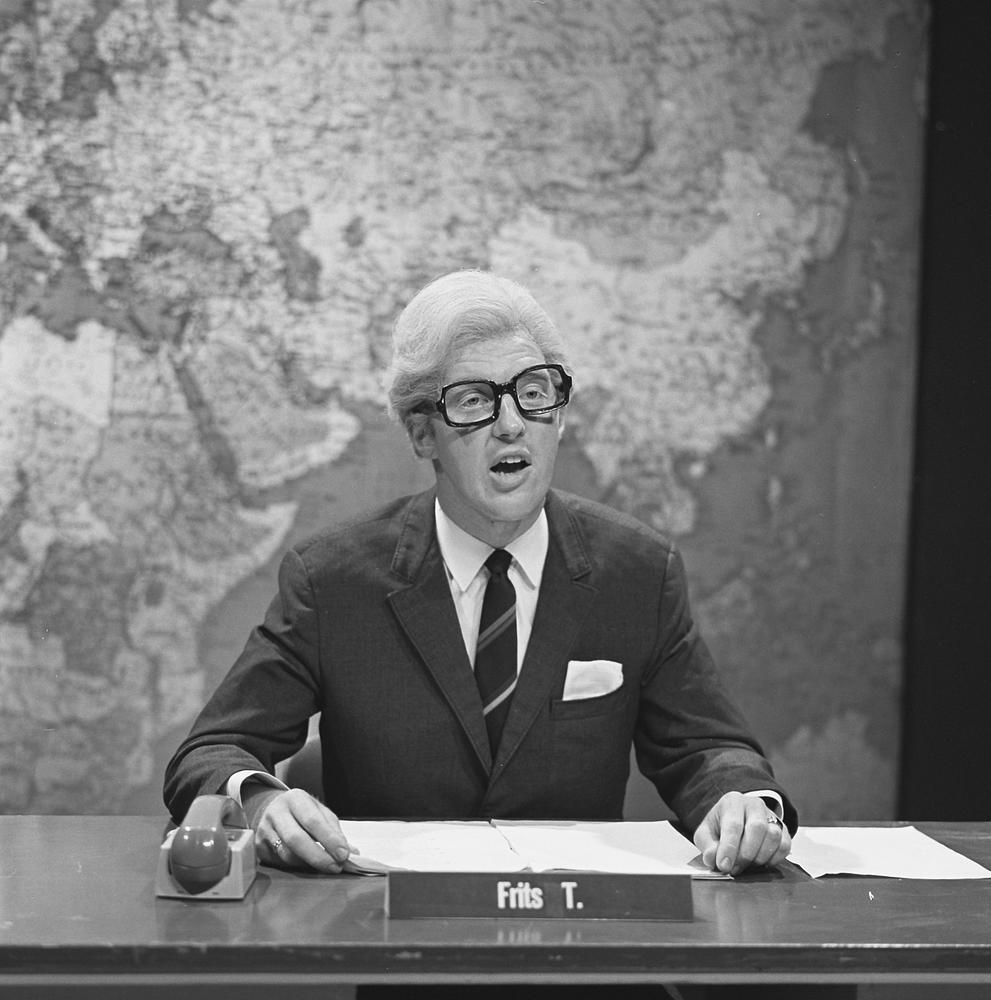
Persiflage van André van Duin als Thors (1969)